# Calacadia livens
Espèce
Synonymes
- Rubrius livens Simon, 1902.

Calacadia livens est une espèce d'araignées aranéomorphes de la famille des Desidae.

## Distribution
Cette espèce est endémique du Chili.

## Publication originale
- Simon, 1902 : Arachnoideen, exclu. Acariden und Gonyleptiden. Ergebnisse der Hamburger Magalhaensische Sammelreise, Hamburg, vol. 6, no 4, p. 1-47.